# Atletica leggera ai Giochi della XXVI Olimpiade - Getto del peso femminile
Il getto del peso ha fatto parte del programma femminile di atletica leggera ai Giochi della XXVI Olimpiade. La competizione si è svolta nei giorni 31 luglio-2 agosto 1996 allo Stadio Olimpico del Centenario di Atlanta.

## Presenze ed assenze delle campionesse in carica
| Competizione         | Atleta             | Prestazione | Atlanta 1996 |
| -------------------- | ------------------ | ----------- | ------------ |
| Olimpiadi 1992       | Svetlana Krivelëva | 21,06 m     | Presente     |
| Commonwealth 1994    | Judy Oakes         | 18,16 m     | Presente     |
| Goodwill Games 1994  | Sui Xinmei         | 20,15 m     | Presente     |
| Europei 1994         | Vita Pavlyš        | 19,61 m     | Presente     |
| Coppa del mondo 1994 | Huang Zhihong      | 19,45 m     | Presente     |
| Asiatici 1994        | Sui Xinmei         | 20,45 m     | Presente     |
| Panamericani 1995    | Connie Price-Smith | 19,17 m     | Presente     |
| Mondiali 1995        | Astrid Kumbernuss  | 21,22 m     | Presente     |
|                      |                    |             |              |
| Mondiali junior 1992 | Wang Yawen         | 18,05 m     | Non selez.   |

1. ↑  Sotto la bandiera della Gran Bretagna.
2. ↑  Sotto la bandiera della Cina.

## La gara
La favorita assoluta è Astrid Kumbernuss, imbattuta dal maggio 1995 per una striscia di 40 vittorie consecutive.

Qualificazioni: il miglior lancio è 19,93 metri ottenuto al primo tentativo da Astrid Kumbernuss.
Escono invece le prime due di Barcellona: alla campionessa in carica Svetlana Krivelëva non bastano 18,23 metri; mentre la cinese Huang Zhihong, che era stata seconda, non si presenta in pedana.

Finale: la Kumbernuss fa subito capire chi è la più forte lanciando al primo turno 20,56. La tedesca mette l'oro in cassaforte.

Nessun'altra atleta supera i 20 metri. Nella gara delle altre, la spunta la cinese Sui Xinmei con 19,88 al terzo tentativo.

## Risultati

### Qualificazioni
Accedono alla finale le atlete che ottengono la misura di 18,80 metri o le prime 12 migliori misure. nove atlete ottengono la misura richiesta. Ad esse vengono aggiunti i 3 migliori lanci.

### Finale
Le migliori 8 classificate dopo i primi tre lanci accedono ai tre lanci di finale.
| Pos     | Atleta              | Paese       | 1ª prova | 2ª prova | 3ª prova | 4ª prova | 5ª prova | 6ª prova | Misura  | Note |
| ------- | ------------------- | ----------- | -------- | -------- | -------- | -------- | -------- | -------- | ------- | ---- |
| Oro     | Astrid Kumbernuss   | Germania    | 20,56 m  | x        | 19,67 m  | x        | x        | 20,47 m  | 20,56 m |      |
| Argento | Sui Xinmei          | Cina        | 19,06 m  | 18,95 m  | 19,88 m  | 19,24 m  | 19,21 m  | 19,43 m  | 19,88 m |      |
| Bronzo  | Irina Chudoroškina  | Russia      | 19,35 m  | x        | x        | x        | -        | -        | 19,35 m |      |
| 4       | Vita Pavlyš         | Ucraina     | 17,30 m  | 18,20 m  | 19,30 m  | 18,21 m  | 19,23 m  | x        | 19,30 m |      |
| 5       | Connie Price-Smith  | Stati Uniti | 18,44 m  | 18,61 m  | 19,22 m  | x        | x        | x        | 19,22 m |      |
| 6       | Stephanie Storp     | Germania    | 18,91 m  | x        | x        | 18,06 m  | 18,25 m  | 19,06 m  | 19,06 m |      |
| 7       | Kathrin Neimke      | Germania    | 17,87 m  | 18,40 m  | 18,92 m  | x        | 18,62 m  | 18,65 m  | 18,92 m |      |
| 8       | Irina Koržanenko    | Russia      | 18,43 m  | x        | 18,55 m  | 18,65 m  | 18,50 m  | 18,68 m  | 18,68 m |      |
| 9       | Ramona Pagel        | Stati Uniti | 16,57 m  | 18,48 m  | 17,55 m  |          |          |          | 18,48 m |      |
| 10      | Belsy Laza          | Cuba        | x        | 18,40 m  | 18,40 m  |          |          |          | 18,40 m |      |
| 11      | Judy Oakes          | Regno Unito | 18,34 m  | 18,10 m  | 18,18 m  |          |          |          | 18,34 m |      |
| 12      | Valentyna Fedjušyna | Ucraina     | x        | x        | 17,99 m  |          |          |          | 17,99 m |      |

Legenda:
- X = Lancio nullo;
- RO = Record olimpico;
- RN = Record nazionale;
- RP = Record personale.